# 人力需求规划
人力需求规划，人力资源管理的出发点，决定了其后的人力购得、人力发展和人力释放。

## 定量型人力需求规划

### 制定方法
1. 绩效差值法：领导层人数由政策确定，执行员工人数由分析性人力需求规划确定
2. 统计法：统计分析绩效和人力需求间的函数关系
3. 类比推论法：即“基准比较法(benchmarking)”